# 1. deild islandzka w piłce nożnej
I liga piłki nożnej w Islandii (2 poziom rozgrywek). Rozgrywana nieprzerwanie od 1955. W 1. deild karla gra od 2007 roku 12 zespołów (wcześniej 10) najlepsze 2 awansują do Besta-deild karla.

## Skład ligi w 2023 roku
- Afturelding
- Fjölnir
- Grindavík
- Grótta
- ÍA
- Kórdrengir
- Leiknir
- Njarðvík
- Selfoss
- Vestri
- Þór
- Þróttur R.

## Zwycięzcy 1. deild karla
- 1955 – ÍBA (Akureyri)
- 1956 – ÍBH (Hafnarfjörður)
- 1957 – ÍBK (Keflavík)
- 1958 – Þróttur (Reykjavík)
- 1959 – ÍBA (Akureyri)
- 1960 – ÍBH (Hafnarfjörður)
- 1961 – ÍBÍ (Ísafjörður)
- 1962 – ÍBK (Keflavík)
- 1963 – Þróttur (Reykjavík)
- 1964 – ÍBA (Akureyri)
- 1965 – Þróttur (Reykjavík)
- 1966 – Fram (Reykjavík)
- 1967 – ÍBV (Vestmannaeyjar)
- 1968 – ÍA (Akranes)
- 1969 – Víkingur Reykjavík (Reykjavík)
- 1970 – Breiðablik (Kópavogur)
- 1971 – Víkingur Reykjavík (Reykjavík)
- 1972 – ÍBA (Akureyri)
- 1973 – Víkingur Reykjavík (Reykjavík)
- 1974 – FH (Hafnarfjörður)
- 1975 – Breiðablik (Kópavogur)
- 1976 – ÍBV (Vestmannaeyjar)
- 1977 – Þróttur (Reykjavík)
- 1978 – KR (Reykjavík)
- 1979 – Breiðablik (Kópavogur)
- 1980 – KA (Akureyri)
- 1981 – ÍBK (Keflavík)
- 1982 – Þróttur (Reykjavík)
- 1983 – Fram (Reykjavík)
- 1984 – FH (Hafnarfjörður)
- 1985 – ÍBV (Vestmannaeyjar)
- 1986 – Völsungur (Húsavík)
- 1987 – Víkingur Reykjavík (Reykjavík)
- 1988 – FH (Hafnarfjörður)
- 1989 – Stjarnan (Garðabær)
- 1990 – Víðir (Garður)
- 1991 – ÍA (Akranes)
- 1992 – Fylkir (Reykjavík)
- 1993 – Breiðablik (Kópavogur)
- 1994 – UMFG (Grindavík)
- 1995 – Fylkir (Reykjavík)
- 1996 – Fram (Reykjavík)
- 1997 – Þróttur (Reykjavík)
- 1998 – Breiðablik (Kópavogur)
- 1999 – Fylkir (Reykjavík)
- 2000 – FH (Hafnarfjörður)
- 2001 – Þór (Akureyri)
- 2002 – Valur (Reykjavík)
- 2003 – Keflavík (Keflavík)
- 2004 – Valur (Reykjavík)
- 2005 – Breiðablik (Kópavogur)
- 2006 – Fram (Reykjavík)
- 2007 – UMFG (Grindavík)
- 2008 – Vestmannaeyja (Vestmannaeyja)
- 2009 – Selfoss (Selfoss)
- 2010 – Víkingur R. (Reykjavík)
- 2011 – ÍA (Akranes)
- 2012 – Þór (Akureyri)
- 2013 – Fjölnir (Reykjavík)
- 2014 – Leiknir R. (Reykjavík)
- 2015 – Víkingur Ó. (Ólafsvík)
- 2016 – KA (Akureyri)
- 2017 – Fylkir (Reykjavík)
- 2018 – ÍA (Akranes)
- 2019 – Grótta (Seltjarnarnes)
- 2020 – Keflavík (Reykjanesbær)
- 2021 – Fram (Reykjavík)
- 2022 – Fylkir (Reykjavík)
- 2023 – ÍA (Akranes)
- 2024 – ÍBV (Vestmannaeyjar)